# Ernst Tobler
Ernst Jakob Tobler auch Ernst Tobler-Niederer (* 2. Februar 1889 in Heiden im Kanton Appenzell Ausserrhoden; † 8. Mai 1966 in Bern), heimatberechtigt in Lutzenberg und Küsnacht, war ein Schweizer Landwirt und Politiker.

## Familie
Tobler war der Sohn des Seidenferggers und Landwirts Johann Jakob Tobler und von dessen Ehefrau Maria (geb. Sturzenegger).
Seit 1914 war er mit Hedwig, der Tochter des Müllers Wilhelm Niederer, verheiratet. Gemeinsam hatten sie mehrere Kinder. Sein gleichnamiger Sohn wurde nach seinem Tod Direktor der Emmental AG.
Seit 1926 war er in Bern wohnhaft.

## Leben
Tobler besuchte von 1905 bis 1907 die Landwirtschaftliche Schule Rütti (siehe Inforama) in Zollikofen und studierte anschliessend seit 1907 am Eidgenössischen Polytechnikum und an der Universität Zürich. Er beendete 1910 das Studium als diplomierter Landwirt.
Von 1910 bis 1913 war er Assistent und ab 1912, als Nachfolger von Walter Pauli (1887–1959), Redaktor der Schweizerischen Marktzeitung im Bauernsekretariat Brugg (siehe Schweizer Bauernverband). Darauf wirkte er bis 1919 als Sekretär des Verbands Nordostschweizerischer Käserei- und Milchgenossenschaften in Winterthur und von 1915 bis 1956 als Direktor des Zentralverbands Schweizerischer Milchproduzenten.
1926 wurde er, als Nachfolger von Ernst Wyssmann (1865–1938), Direktor der Schweizerischen Exportgesellschaft für Emmentaler Käse, der Emmental AG, und blieb bis 1956 in diesem Amt.
Er war 1938 Bankkommissionspräsident.
Von 1942 bis 1957 war er Mitglied des Verwaltungsrats der Rentenanstalt (heute Swiss Life) in Zürich sowie der Schweizerischen Käseunion.
1942 wurde er in den Vorstand der Schweizerischen Lebensversicherungs- und Rentenanstalt (siehe Swiss Life) gewählt.
In der Schweizer Armee hatte er den Dienstgrad eines Obersts der Artillerie.

## Politisches und gesellschaftliches Wirken

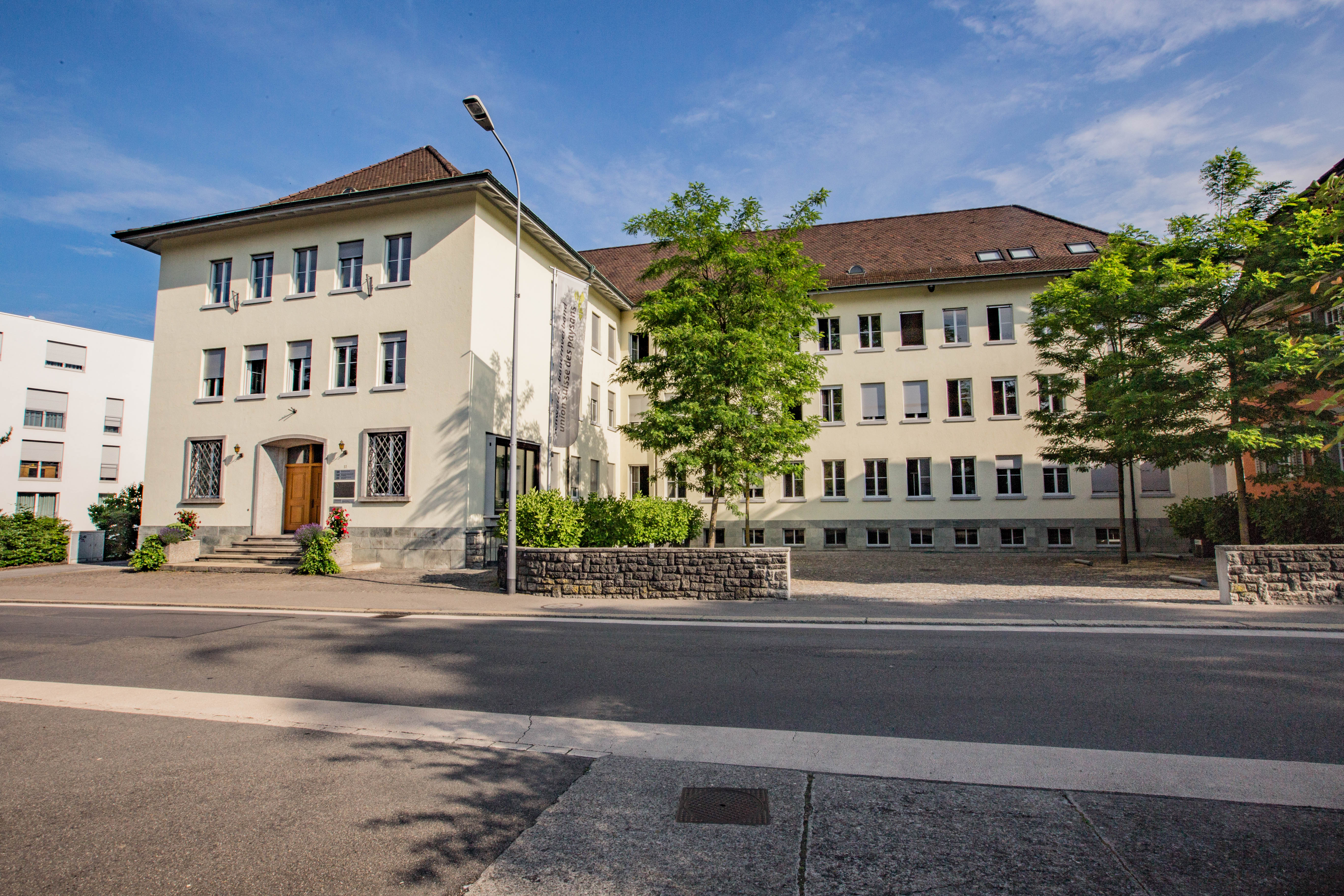
Der Hauptsitz des Schweizer Bauernverbandes, das «Haus des Schweizer Bauern» an der Laurstrasse 10 in Brugg (AG)

Tobler setzte sich sowohl politisch als auch beruflich für die Förderung der Milch- und Käsequalität und des Futterbaus ein.
Er wurde 1917 in den Zürcher Kantonsrat gewählt und blieb dort bis zu seiner Wahl zum Regierungsrat, die im Jahr 1919 erfolgte. Im Regierungsrat war er zunächst bis 1920 Vorsteher der Direktion des Innern und des Gefängniswesens, und von 1920 bis 1926 führte er die Volkswirtschaftsdirektion; 1921 erfolgte seine Wahl zum Vizepräsidenten und 1922 zum Regierungspräsidenten. Nach seinem Rücktritt folgte ihm Rudolf Streuli (1871–1943) 1926 in den Regierungsrat.
Vom 1. Dezember 1919 bis zum 2. Dezember 1928 war er anfangs für die Bauernpartei und später für die Bauern-, Gewerbe- und Bürgerpartei (BGB) Mitglied des Nationalrats. Als solcher sprach er sich für den Beitritt in den Völkerbund aus und gehörte 1920 dem leitenden Ausschuss des Schweizerischen Aktionskomitees für den Völkerbund an.
Von 1917 bis 1961 war er Mitglied des Grossen Vorstands des Schweizerischen Bauernverbands. Auf seine Veranlassung und Führung wurde 1944 ein Initiativkomitee gegründet, das den Bau des «Hauses des Schweizer Bauern» in Brugg als Sitz des Bauernverbands ermöglichte.
1937 und 1957 wurde er Mitglied in der Aufsichtskommission für die Eidgenössischen Landwirtschaftlichen Versuchs- und Untersuchungsanstalten sowie 1948 und von 1957 bis zu seinem Rücktritt 1960 der Zollexpertenkommission sowie 1950 der Eidgenössischen Zollrekurskommission.
Während des Zweiten Weltkriegs amtete er von 1939 bis 1946 als stellvertretender Chef des Eidgenössischen Kriegsernährungsamts.
Von 1949 bis 1953 war er, als Nachfolger von Friedrich Traugott Wahlen, Präsident der Arbeitsgemeinschaft zur Förderung des Futterbaus; ihm folgte Rudolf Koblet.
Er gehörte auch dem Geschäftsausschuss des Landwirtschaftlichen Informationsdienstes an.

## Ehrungen und Auszeichnungen
1926 wurde er Ehrenbürger von Küsnacht.

## Schriften und Artikel (Auswahl)
- Erhebungen über den Stand des landwirtschaftlichen Vereins- und Genossenschaftswesens in der Schweiz am 1. Januar 1910. Bern, 1912.
- 20 Zürcher Halbtagswanderungen.[19]
  - 1. bis 4. Wanderung. In: Neue Zürcher Zeitung. 17. Juli 1936, S. 7 (Digitalisat).
  - 5. Wanderung. In: Neue Zürcher Zeitung. 24. Juli 1936, S. 5 (Digitalisat).
  - 6. Wanderung. In: Neue Zürcher Zeitung. 31. Juli 1936, S. 6 (Digitalisat).
  - 7. Wanderung. In: Neue Zürcher Zeitung. 7. August 1936, S. 6 (Digitalisat).
  - 8. Wanderung. In: Neue Zürcher Zeitung. 14. August 1936, S. 6 (Digitalisat).
  - 9. Wanderung. In: Neue Zürcher Zeitung. 21. August 1936, S. 6 (Digitalisat).
  - 10. Wanderung. In: Neue Zürcher Zeitung. 28. August 1936, S. 6 (Digitalisat).
  - 11. bis 12. Wanderung. In: Neue Zürcher Zeitung. 4. September 1936, S. 6 (Digitalisat).
  - 13. bis 14. Wanderung. In: Neue Zürcher Zeitung. 11. September 1936, S. 6 (Digitalisat).
  - 15. bis 16. Wanderung. In: Neue Zürcher Zeitung. 18. September 1936, S. 6 (Digitalisat).
  - 17. Wanderung. In: Neue Zürcher Zeitung. 25. September 1936, S. 6 (Digitalisat).
  - 18. Wanderung. In: Neue Zürcher Zeitung. 2. Oktober 1936, S. 5–6 (Digitalisat).
  - 19. Wanderung. In: Neue Zürcher Zeitung. 9. Oktober 1936, S. 6 (Digitalisat).
  - 20. Wanderung. In: Neue Zürcher Zeitung. 16. Oktober 1936, S. 6 (Digitalisat).
- Die Versorgung mit Lebensmitteln. In: Landwirtschaftlicher Informationsdienst. 1943.
- Votum über «Arbeitsgemeinschaft zur Förderung des Futterbaues und Milchwirtschaft». In: Schweizerische Landwirtschaftliche Zeitung. Band 73, Nr. 17, 1945, S. 480–485.
- Die Bedeutung der Milch für die schweizerische Landwirtschaft. In: Schweizerisches Zentralblatt für Milchwirtschaft. Band 40, Nr. 41, 1951, S. 243–244.
- Zur gegenwärtigen Lage in der Milchwirtschaft. In: Die Grüne. Band 79, Nr. 44, 1951, S. 1211–1228.
- 50 Jahre Milchverband St. Gallen-Appenzell, 1902–1952. In: Schweizerisches Zentralblatt für Milchwirtschaft. Band 41, Nr. 12, 1952, S. 69–70.
- Die schweizerischen Milchproduzentengenossenschaften. In: Agrarpolitische Revue. Band 9, Heft 8/9, 1953, S. 337–352.
- Die Stellung des Käseexportes in der schweizerischen Milchwirtschaft. In: Schweizerisches Zentralblatt für Milchwirtschaft. Band  43, Nr. 8, 1954.
- Professor Dr. Oskar Howald zum 60. Geburtstag. In: Agrarpolitische Revue. Band 13, Heft 6/7, 1957, S. 225–228–231 und 322–333.
- Emmental AG, Zollikofen und Käsemarktordnung.In: Agrarpolitische Revue. Band 15, Heft 5/6, 1959. 251–261.